# Национальное движение (Афганистан)
Национальное движение Афганистана (Басидж-е Милли), также именуемое Зелёным трендом Афганистана — центристская реформистская политическая партия и движение в Афганистане, основанное в 2011 году афганским политиком, бывшим директором Национального директората безопасности Исламской Республики Афганистан, этническим таджиком — Амруллой Салехом.
Басидж-е Милли возник после турне Амруллы Салеха по ряду городов и регионов Афганистана, где он рассказывал населению о своих политических убеждениях. Движение противостоит Талибану, устраивает в городах страны акции против этой террористической организации. Известна двадцатитысячная демонстрация против Талибана в столице Афганистана Кабуле в 2011 году, которую организовала Национальное движение. Имеет наибольшее количество сторонников в основном на севере и востоке страны, включая столицу.